# Velký Tisý
Velký Tisý ist ein Teich in Tschechien. Mit einer Ausdehnung von 317 Hektar ist er der sechstgrößte Teich des Landes. Er befindet sich zwischen den Städten Lomnice nad Lužnicí und Třeboň im Zentrum des Wittingauer Beckens, in einer Höhe von 421 m n.m. Sein Damm ist 1850 Meter lang, 5 Meter hoch und staut etwa 4 Mio. m³ Wasser auf. Der Teich erreicht trotz seiner Größe eine maximale Tiefe von nur etwa 3,4 Metern.
Der Teich wurde vom Rosenberger Teichbaumeister Štěpánek Netolický als einer der ersten großen Teiche der Region in den Jahren 1502–1505 erbaut. Štěpánek fasste dabei zwei ältere kleinere Teiche, die sich bereits am Bach Miletínský potok befanden, zu einem großen Bauwerk zusammen. 1505–1520 entstand der Goldene Kanal, der den Teich im Süden umfließt und ihn wie alle anderen Teiche der Region mit Wasser versorgt. Daneben wird der Velký Tisý auch direkt aus der Lainsitz gespeist. Štěpáneks Nachfolger Jakob Krčín von Jelčany erneuerte den Damm und vergrößerte den Teich abermals. Im Teich Velký Tisý wird seit seiner Gründung Teichwirtschaft betrieben, traditionelles Haupterzeugnis ist der Karpfen. Die Aufzuchtbecken am Nordrand beim Gutshof Šaloun sind bereits von Štěpánek Netolický angelegt worden und bis heute im Betrieb.
Zusammen mit dem benachbarten Teich Malý Tisý und 14 weiteren kleineren Teichen steht der Velký Tisý seit 1957 unter Naturschutz. Das Nationale Naturreservat Velký a Malý Tisý ist insgesamt 615,54 Hektar groß und umfasst die Wasserflächen und die umgebenden Uferbereiche. Viele der hier heimischen Pflanzen gelten als gefährdet. Eine besondere Bedeutung hat das Gebiet als Brut- und Rastplatz für Vögel. Regelmäßig brütet hier der Seeadler und etwa 150 weiterer Vogelarten. Im Spätsommer und Herbst rasten hier vieltausendköpfige Schwärme von Zugvögeln.